# 関ケ原町民体育館
関ケ原町民体育館（せきがはらちょうみんたいいくかん）は、岐阜県不破郡関ケ原町にあり、関ケ原町が管理運営する体育館である。

## 概要
- スポーツ及びレクリエーションを振興し、町民の身心の健全な発達を図ることを目的とする施設である[1]。
- 1972年（昭和47年）開館[2]。
- 建物はS造。延床面積は1525.50m2[2]

## 施設
- アリーナ
- 柔道場

## 利用案内
- 住所：岐阜県不破郡関ケ原町関ケ原2682-2
- 利用時間：9：00 - 21：30[3]
- 休館日：年末年始（12月29日 - 1月3日）[3]

## 交通アクセス
- JR東海道本線「関ケ原駅」下車、徒歩で約15分。
- 名神高速道路関ヶ原ICより自動車ですぐ（国道365号・県道56号南濃関ケ原線「中町」交差点）

## 周辺施設
- 関ケ原町立関ケ原小学校
- 関ケ原町中央公民館
- 不破消防組合西消防署
- 国保関ケ原診療所
- 名神高速道路関ヶ原IC

## 今須体育館
- 関ケ原町民体育館と同じく、関ケ原町体育館の一つである[1]。
- 元は関ケ原町立今須小中学校の屋内運動場である。1986年（昭和61年）完成。建物はS造。延床面積は939.0m2[2]。2021年（令和3年）3月に今須小中学校が廃校となると、同年4月に関ケ原町体育館に組み込まれた[1]。

### 施設
- アリーナ

### 利用案内
- 住所：岐阜県不破郡関ケ原町大字今須75番地の1
- 利用時間：9：00 - 21：30[3]
- 休館日：年末年始（12月29日 - 1月3日）[3]

### 交通アクセス
- 関ケ原町ふれあいバス今須線「今須生活改善センター」より徒歩で約2分。